# Biophytum
Biophytum, biljni rod iz porodice ceceljevki s sedamdesetak pantropskih vrsta jednogodišnjeg raslinja i trajnica. Poznatija vrsta je Biophytum sensitivum koja se koristi kao tradicionalni lijek za liječenje raznih bolesti. Iz Azije je uvezena i u Kamerun, Srednjoafričku Republikua i D.R.Kongo.
Rod je opisan u Prodromus Systematis Naturalis Regni Vegetabilis 1: 689. 1824.

## Vrste
1. Biophytum abyssinicum Steud. ex A. Rich.
2. Biophytum adiantoides Wight ex Edgew. & Hook. fil.
3. Biophytum aeschynomenifolia Guillaumin
4. Biophytum agasthyamalayanum Jisha, E. S. S. Kumar, Decruse & Rajendrapr.
5. Biophytum albizzioides (O. Hoffm.) Guillaumin
6. Biophytum amazonicum Knuth
7. Biophytum antioquiense Knuth
8. Biophytum bolivianum Knuth
9. Biophytum boussingaultii Klotzsch ex Knuth
10. Biophytum calophyllum (Progel) Guillaumin
11. Biophytum cardonaei Pittier
12. Biophytum castum (Zucc.) G. Don
13. Biophytum chocoense Knuth
14. Biophytum columbianum Knuth
15. Biophytum commersonii (Baill.) Guillaumin
16. Biophytum congestiflorum Govind.
17. Biophytum cowanii T. Wendt
18. Biophytum crassipes Engl.
19. Biophytum dendroides (Kunth) DC.
20. Biophytum dormiens (Zucc.) G. Don
21. Biophytum falcifolium Lourteig
22. Biophytum forsythii R. Knuth
23. Biophytum foxii Sprague
24. Biophytum fruticosum Blume
25. Biophytum globuliflorum R. Knuth
26. Biophytum gracile R. Knuth
27. Biophytum heinrichsae R. Knuth
28. Biophytum helenae Buscal. & Muschl.
29. Biophytum hermannii Veldkamp
30. Biophytum huilense Killip & Cuatrec.
31. Biophytum insigne Gamble
32. Biophytum intermedium Wight
33. Biophytum jessenii R. Knuth
34. Biophytum juninense R. Knuth
35. Biophytum kassneri Engl. ex De Wild.
36. Biophytum kayae Aymard & P. E. Berry
37. Biophytum latifolium Durán-Esp. & Lorea-Hern.
38. Biophytum lindsaeifolium (Hook.) R. Knuth
39. Biophytum longibracteatum Tadul. & K. C. Jacob
40. Biophytum longipedunculatum Govind.
41. Biophytum lourteigiae Aymard & P. E. Berry
42. Biophytum luetzelburgii Suess.
43. Biophytum macrorrhizum R. E. Fr.
44. Biophytum mapirense R. Knuth
45. Biophytum microphyllum Veldkamp
46. Biophytum mimosoides (A. St.-Hil.) G. Don
47. Biophytum molle (Scott Elliott) Guillaumin
48. Biophytum mucronatum Lourteig
49. Biophytum mutisii R. Knuth
50. Biophytum myriophyllum (O. Hoffm.) R. Knuth
51. Biophytum nervifolium Thwaites
52. Biophytum nudum (Arn.) Wight
53. Biophytum nyikense Exell
54. Biophytum ottohuberi Aymard & P. E. Berry
55. Biophytum panamense Lourteig
56. Biophytum perrieri Guillaumin
57. Biophytum peruvianum R. Knuth
58. Biophytum polyphyllum Munro
59. Biophytum proliferum (Arn.) Wight
60. Biophytum puliyangudiense Rajakumar, Selvak., S. Murug. & Chellap.
61. Biophytum reinwardtii (Zucc.) Klotzsch
62. Biophytum richardsiae Exell
63. Biophytum santanderense R. Knuth
64. Biophytum sensitivum (L.) DC.
65. Biophytum somnians (Mart. & Zucc. ex Zucc.) R. Knuth
66. Biophytum soukupii Lourteig
67. Biophytum talbotii (Baker fil.) Hutch. & Dalziel
68. Biophytum tessmannii R. Knuth
69. Biophytum thorelianum Guillaumin
70. Biophytum turianiense Kabuye
71. Biophytum umbraculum Welw.
72. Biophytum uzungwaense Frim.-Møll.
73. Biophytum veldkampii A. E. S. Khan, E. S. S. Kumar, Binu & Pushp.
74. Biophytum zenkeri Guillaumin
75. Biophytum zunigae C. Nelson

## Sinonimi
- Nema.